# Witold Fokin
Witold Pawłowycz Fokin, ukr. Вітольд Павлович Фокін (ur. 25 października 1932 w Nowomikołajiwce, zm. 20 marca 2025) – ukraiński polityk, ostatni przewodniczący rady ministrów Ukraińskiej SRR i pierwszy premier niepodległej Ukrainy.

## Życiorys
W 1954 ukończył studia górnicze w instytucie górniczym w Dniepropetrowsku. Od sierpnia 1954 do sierpnia 1963 był zatrudniony w kopalni „Centralna-Bokiwśka” jako zastępca głównego inżyniera, a później jako główny inżynier. Od sierpnia 1963 do września 1971 pracował jako zastępca dyrektora kombinatu „Donbasantracyt” w mieście Krasnyj Łucz, jako dyrektor przedsiębiorstwa „Pierwomajskwuhillja” w Pierwomajsku, główny inżynier kombinatu „Woroszyłowhradwuhillja” w Kadijiwce, dyrektor kombinatu „Swierdłowantracyt” w Swerdłowśku na Ukrainie. W 1971 został skierowany do pracy w Głównym Urzędzie Planowania USRR, w 1972 został zastępcą przewodniczącego, w 1987 przewodniczącym.
Od 1990 do 1991 zasiadał w CK KPZR. W październiku 1990 powołano go na stanowisko p.o. przewodniczącego rady ministrów Ukraińskiej SRR, w listopadzie 1990 zatwierdzono go na tym stanowisku. Od sierpnia 1991 do października 1992 był premierem Ukrainy. Zasiadał także w Radzie Najwyższej I kadencji.

## Odznaczenia
- Order Księcia Jarosława Mądrego IV klasy (22 października 2012)[2]
- Order Księcia Jarosława Mądrego V klasy (22 października 2002)[3]
- Order Czerwonego Sztandaru Pracy (dwukrotnie)
- Order Znak Honoru